# Enrico Bratislao III di Boemia
Enrico Bratislao III, in boemo Jindřich Břetislav (Boemia, 1137 – Cheb, 15 giugno 1197), è stato un vescovo cattolico boemo, vescovo di Praga dal 1182 al 1197 e duca di Boemia dal 1193 alla morte.

## Biografia
Enrico era il figlio di Jindřich (Enrico), ultimogenito del duca di Boemia Vladislao I, e di una certa Margerete. Dopo aver compiuto brillanti studi a Parigi, fu nominato prevosto di Vyšehrad, vicino a Praga. Nel 1182 ricevette il diaconato dal cugino, l'arcivescovo di Salisburgo Adalberto III di Boemia.
Nello stesso anno fu eletto vescovo di Praga e si recò a Magonza per ricevere il conferimento imperiale. Nelle continue dispute interne della sua dinastia, Bratislao sostenne Ottocaro I di Boemia nel pagare un grosso contributo all'imperatore Enrico VI, senza tener conto di non poter saldare il debito. Successivamente, nel corso di un pellegrinaggio da parte di Enrico Bratislao III a Santiago di Compostela, fu fatto prigioniero. Nel 1193 l'imperatore Enrico VI lo dispensò dal pagamento dovutogli e lo designò duca al posto di Ottocaro I, che fu abbandonato dalla nobiltà.
Tuttavia, dopo la nomina a duca dovette fronteggiare suo cugino, che si rifiutò di accettare tale nomina, ma nel 1195 Enrico Bratislao III riuscì ad insediarsi a Praga definitivamente, cacciando il cugino.
Il nuovo duca intraprese una campagna imperiale a Misnia, dove il suo esercito commise violenze e saccheggi anche contro i beni della Chiesa. Morì nel 1197, dopo una lunga malattia.

## Genealogia episcopale
La genealogia episcopale è:
- Vescovo Daniele I di Praga
- Arcivescovo Cristiano di Magonza
- Vescovo Jindřich Břetislav